# قالپاق

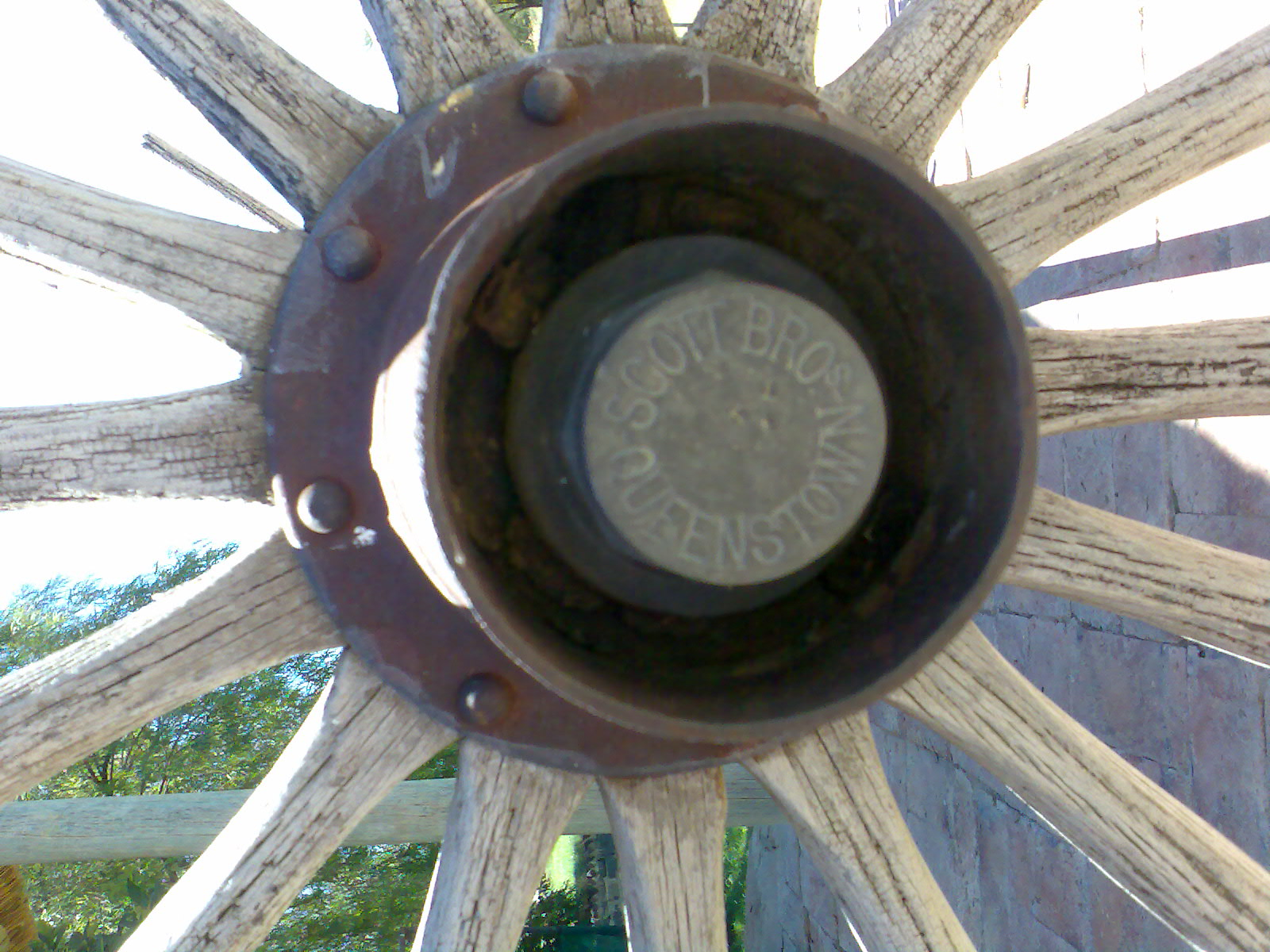
یک کلاهک برنجی رزوه‌ای روی چرخ گاری با توپی به سبک توپخانه.

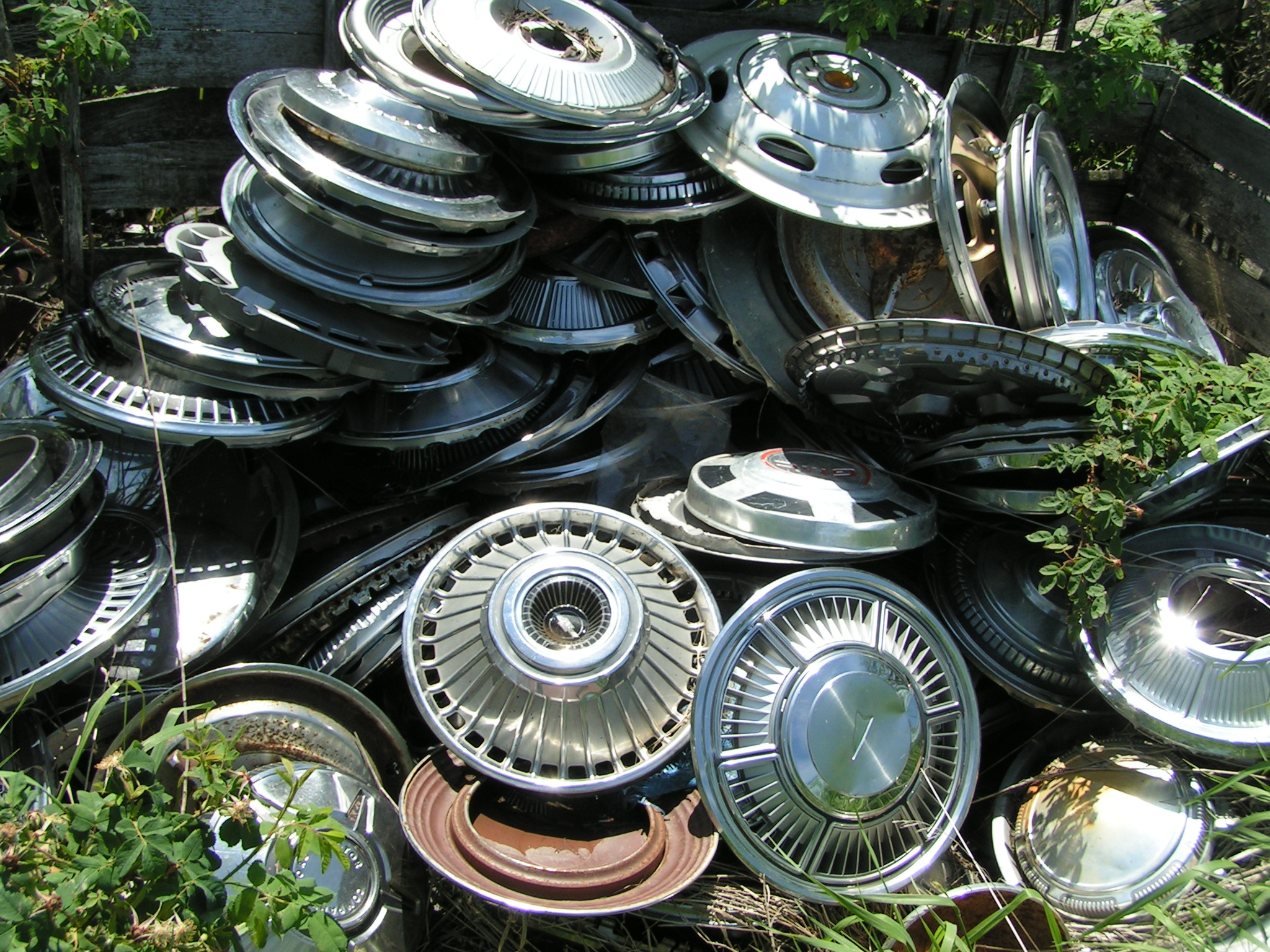
قالپاق‌های گوناگون خودروها.

قالپاق یا سرپوش چرخ (به انگلیسی: Hubcap)، صفحه گردی است که جنبه تزیینی داشته و بخش مرکزی چرخ (توپی چرخ) را می‌پوشاند.
سرپوش چرخ خودرو برای پوشاندن توپی و محل اتصال پیچ و مهره‌های چرخ استفاده می‌شود تا از تجمع گرد و خاک و رطوبت جلوگیری کند. همچنین جنبه زیبایی و تزیینی برای خودرو نیز دارد.
جنس قالپاق‌ها از قدیم تا کنون تغییر زیادی کرده‌است و به سمت سبک‌تر و مقاوم‌تر شدن رفته‌اند. قالپاق‌ها غالباً دارای نماد شرکت یا برندی در وسط خود هستند که به زیبایی آنها می‌افزاید.
این کلمه از زبان ترکی آذربایجانی به معنی درپوش قابلمه' گرفته شده‌است که دلیل آن نیز شباهت ظاهری آنهاست. اصلی‌ترین طراحی قالپاق توسط دایملر و بوش بوده است.

## انواع کاربرد
خودروهایی که چرخ‌های فولادی مهر شده دارند اغلب از سرپوش‌هایی استفاده می‌کنند که تمام چرخ را می‌پوشانند. خودروهای با رینگ‌های آلیاژی یا چرخ‌های فولادی شکل‌دار و طرح‌دار، معمولاً از قالپاق‌های کوچک‌تری استفاده می‌کنند که گاهی «سرپوش مرکزی» نامیده می‌شوند.
خودروهایی که دارای رینگ فولادی هستند دارای قالپاق‌های بزرگ و آنهایی که دارای رینگ‌های آلیاژی هستند دارای قالپاق‌های به مراتب کوچکتر هستند.
در برخی خودروها، قالپاق یا سرپوش می‌تواند برای مخفی کردن لاستیک زاپاس خارجی نصب شده در قسمت عقب خودرو نیز به کار رود.
قالپاق‌ها انواع مختلفی دارند که اصلی‌ترین آنها قالپاق اسپرت و فابریک می‌باشد و قالپاق‌های اسپرت در رنگ‌ها و طرح‌های مختلف به خودرو زیبایی بیشتری می‌دهند. قالپاق‌ها بسته به اندازهٔ رینگ فولادی اندازه‌های متفاوتی دارند به‌طور مثال رینگ‌های فولادی ۱۳ اینچ برای ماشین‌هایی همچون پراید و تیبا استفاده می‌شود.

## تاریخچه

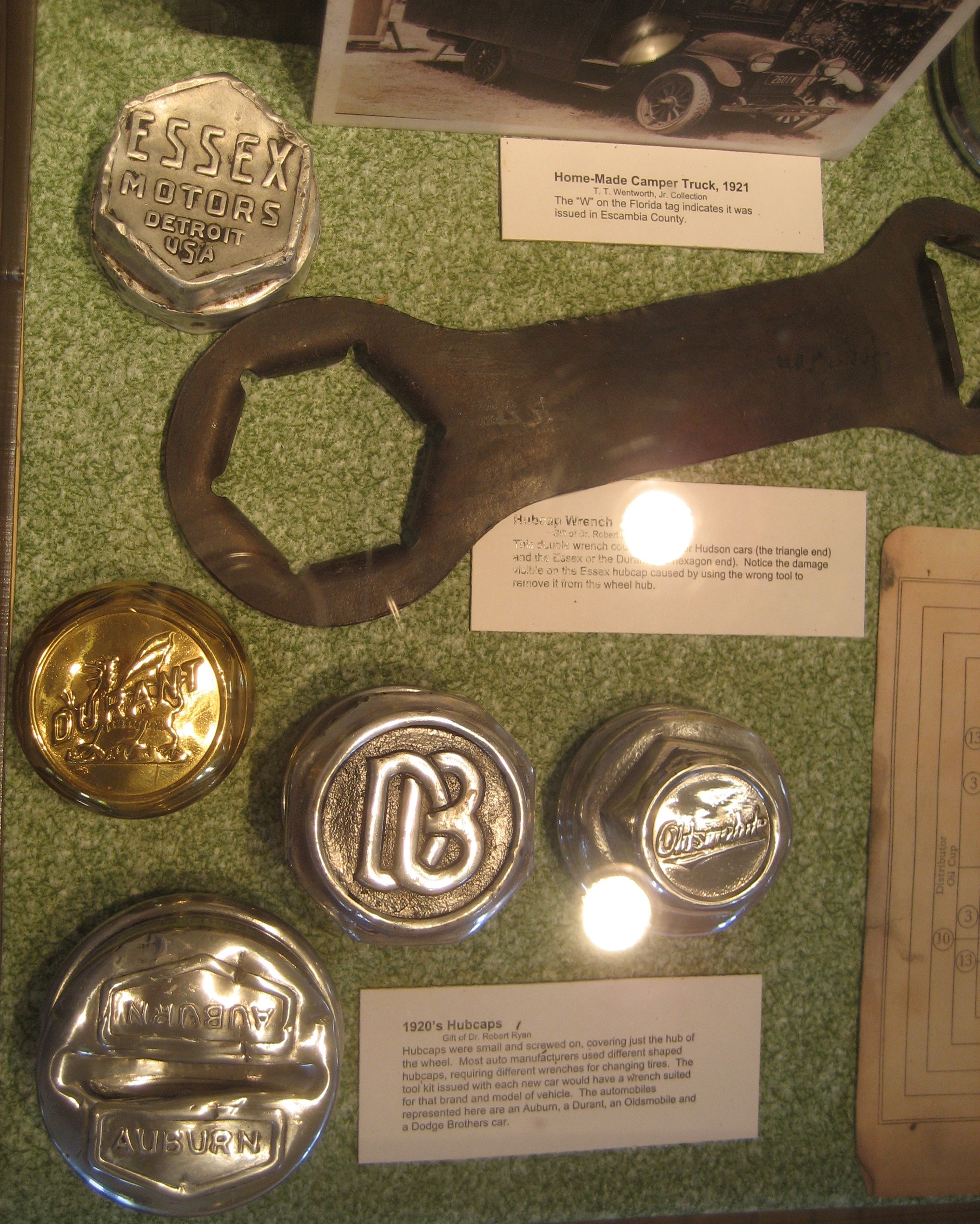
نمایشگاهی از قالپاق‌های دهه ۱۹۲۰ و ابزار مربوطه.

قالپاق چرخ برای اولین بار در سال ۱۶۸۰ در کالسکه نیوتن مورد استفاده قرار گرفتند. اولین قالپاق‌های چرخ بیشتر با نام قالپاق‌های گرد و غبار یا قالپاق‌های روغن شناخته می‌شدند. این قالپاق‌ها روی توپی مرکزی که به چرخ‌های چوبی، فولادی یا سیمی متصل می‌شد، بسته می‌شدند. این نوع قالپاق‌ها از ابتدای ساخت خودرو تا سال ۱۹۳۲ رایج بودند. قالپاق‌های پیش از ۱۹۱۵ عمدتاً از جنس برنج ساخته می‌شدند که با نیکل آبکاری شده بودند. قالپاق‌های دههٔ ۱۹۲۰ اکثراً آلومینیومی بودند. قالپاق‌های روغن برای چرخ‌های سیمی با برندهایی همچون هوک، هایس، فریر، دایتون، بوفالو، هاوس، فلپس، پاسکو، راج ویتورث، باد و استوارت از انواع کمیاب به‌شمار می‌روند. هنگامی که مشتری برای خرید چرخ‌های سیمی مراجعه می‌کرد، نام تجاری سازندهٔ خودرو در قسمت مرکزی قالپاق حک می‌شد. از سال‌های ۱۹۲۷ و ۱۹۲۸ بود که اولین قالپاق‌های مرکزی فشاری روی چرخ‌های سیمی ظاهر شدند. پس از سال ۱۹۳۲، تقریباً تمام خودروها از قالپاق مرکزی فشاری در قسمت میانی چرخ‌های سیمی، فولادی یا چوبی خود استفاده می‌کردند. قالپاق‌های چرخ سیمی در دههٔ ۱۹۳۰ دارای یک سامانه گیره نگه‌دارنده فنری بودند که از همان زمان تا به امروز روی قالپاق‌ها و سرپوش‌های مرکزی انواع خودرو و کامیون مورد استفاده قرار گرفته‌است.
چرخ‌های فولادی در دههٔ ۱۹۳۰ دارای گیره‌های نگه‌دارنده بودند که روی چرخ نصب و به لبه پشتی قالپاق چفت می‌شدند. چرخ‌های چوبی جزو امکانات سفارشی بودند. قالپاق‌های این مدل از یک پایه بزرگ کرومی تشکیل می‌شد که شبیه قارچ به یک پایه کرومی کوچکتر منتهی می‌شد و آرم سازنده روی آن قرار داشت. قسمت استوانه‌ای‌شکل بین دوپایه معمولاً به رنگ سیاه درمی‌آمد تا این تصور ایجاد شود که پایه بالایی معلق است. این قالپاق‌ها معمولاً از برنج، فولاد یا آلومینیوم ساخته می‌شدند.
در اواسط دههٔ ۱۹۳۰ اولین سرپوش‌های یک‌تکه که تمامی چرخ را به‌جزء بخش کوچکی از طوقه در مجاورت تایر می‌پوشاندند، به بازار آمد.
کورد و هادسن موتور از پیشگامان در این عرصه بودند. کورد یک سرپوش کرومی ساده تولید کرد که سطح رویی صاف و قسمت کناری سوراخ‌دار داشت. سرپوش هادسن مسطح بود با لبهٔ میانی و در قسمت مرکزی آن کلمات "Hudson" ,"Hudson Eight"، یا "Terraplane" درج می‌شد.
این شکل با ضربه‌گیرهای رزوه‌ای که روی بعضی خودروهای مسابقه‌ای و خودروهای مجهز به چرخ‌های سیمی اصیل نیز دیده می‌شوند، متفاوت است. با اینکه ضربه‌گیرهای رزوه‌ای ظاهری شبیه به قالپاق‌های اولیه دارند، اما عملکرد اصلی آن‌ها با رزوه‌های خود چرخ، نگه داشتن آن جایگزین پیچ و مهره است.

### همه‌گیر شدن قالپاق با چرخ‌های فولادی
هم‌زمان با رواج چرخ‌های فولادی پرس‌شده در دههٔ ۱۹۴۰، این چرخ‌ها اغلب به همان رنگ بدنهٔ خودرو رنگ‌آمیزی می‌شدند. قالپاق‌ها بزرگتر شدند تا مهره‌های چرخ که برای نصب چرخ‌های فولادی استفاده می‌شدند را بپوشانند. بدین ترتیب، ضمن محافظت از مهره‌ها یا پیچ‌های چرخ در برابر زنگ‌زدگی و خوردگی (که می‌توانست جدا کردن آن‌ها هنگام نیاز به تعویض چرخ و تعمیر تایر را دشوار کند)، نقش حفاظتی نیز داشتند.
در برخی خودروها علاوه بر سرپوش مرکزی، یک رینگ تزیینی کرومی که به لبهٔ خارجی طوقهٔ چرخ متصل می‌شد نیز یک امکان انتخابی محسوب می‌شد. از دیگر سو، سرپوش چرخ که همهٔ سطح چرخ را می‌پوشاند نیز محبوبیت یافت. این مدل به‌طور فزاینده‌ای جنبهٔ تزیینی پیدا کردند و معمولاً از فولاد ضدزنگ یا کرومی ساخته می‌شدند. خودروهای پایه‌ای به صورت استاندارد مجهز به قالپاق‌های ساده، بدون تزیینات و ارزان‌قیمت بودند که به دلیل اندازه و شکلشان با نام‌هایی همچون «قالپاق بی‌پولی» یا «قالپاق کاسه‌ای» خوانده می‌شدند. انواع مختلفی از سرپوش‌های یک‌تکه با طراحی متنوع به صورت گزینه‌ای وجود داشت و گاهی به صورت استاندارد روی مدل‌های لوکس‌تر ارائه می‌شدند. همچنین صدای ایجاد شده از قالپاق‌های فلزی می‌توانست در صورت شل شدن مهره‌های چرخ هشداردهنده باشد. در طول دههٔ ۱۹۶۰ و ۱۹۷۰، خودروسازان سرپوش‌های چرخ‌پره‌ای از جنس فولاد ضدزنگ را ارائه کردند که ظاهر چرخ‌های پره سیمی سنتی و پرهزینه‌تر را شبیه‌سازی می‌کردند.
با ورود چرخ‌های منیزیمی یا آلومینیومی به بازار، سرپوش چرخ به راهی ارزان برای تقلید ظاهر آن‌ها تبدیل شد. سرپوش چرخ پلاستیکی (که در انگلستان به «تزیین طوقه» نیز شناخته می‌شوند) در دههٔ ۱۹۷۰ پدیدار شدند و در دههٔ ۱۹۸۰ رواج یافتند. اولین خودروی سواری که از سرپوش چرخ تماماً پلاستیکی استفاده کرد، شورولت مونتزا با طراحی «تیغه بادی» بود که در رنگ‌های مختلف عرضه شد.
تنوع و تعداد قالپاق‌های عرضه شده به عنوان تجهیزات اصلی خودرو افزایش یافته‌است. پلاستیک تا حد زیادی جایگزین فلز به عنوان ماده اصلی برای تولید قالپاق و تزیین طوقه شده، و در مواردی که هنوز از چرخ‌های فولادی استفاده می‌شود، معمولاً به رنگ مشکی رنگ‌آمیزی می‌گردند تا از میان بریدگی‌های موجود در تزیین طوقه چرخ کمتر به چشم آیند. امروزه در خودروهای مدرن، سرپوش چرخ کامل بیشتر در مدل‌های ارزان قیمت و تریم‌های پایه دیده می‌شود، در حالیکه در مدل‌های لوکس یا با گرایش به عملکرد و اسپرت از رینگ‌های آلیاژی استفاده می‌شود. البته حتی در رینگ‌های آلیاژی مدرن نیز عموماً از درپوش مرکزی کوچک و متحرک (مشابه در اندازه به اولین قالپاق‌ها) استفاده می‌شود. تنوع تزیینات طوقه برای هر خودروی خاص به میزان قابله توجهی گسترش یافته‌است؛ به عنوان مثال، برای بی‌ام‌و Z3 مدل ۲۰۰۳، ۲۳ آپشن مختلف طوقه عرضه شده بود.

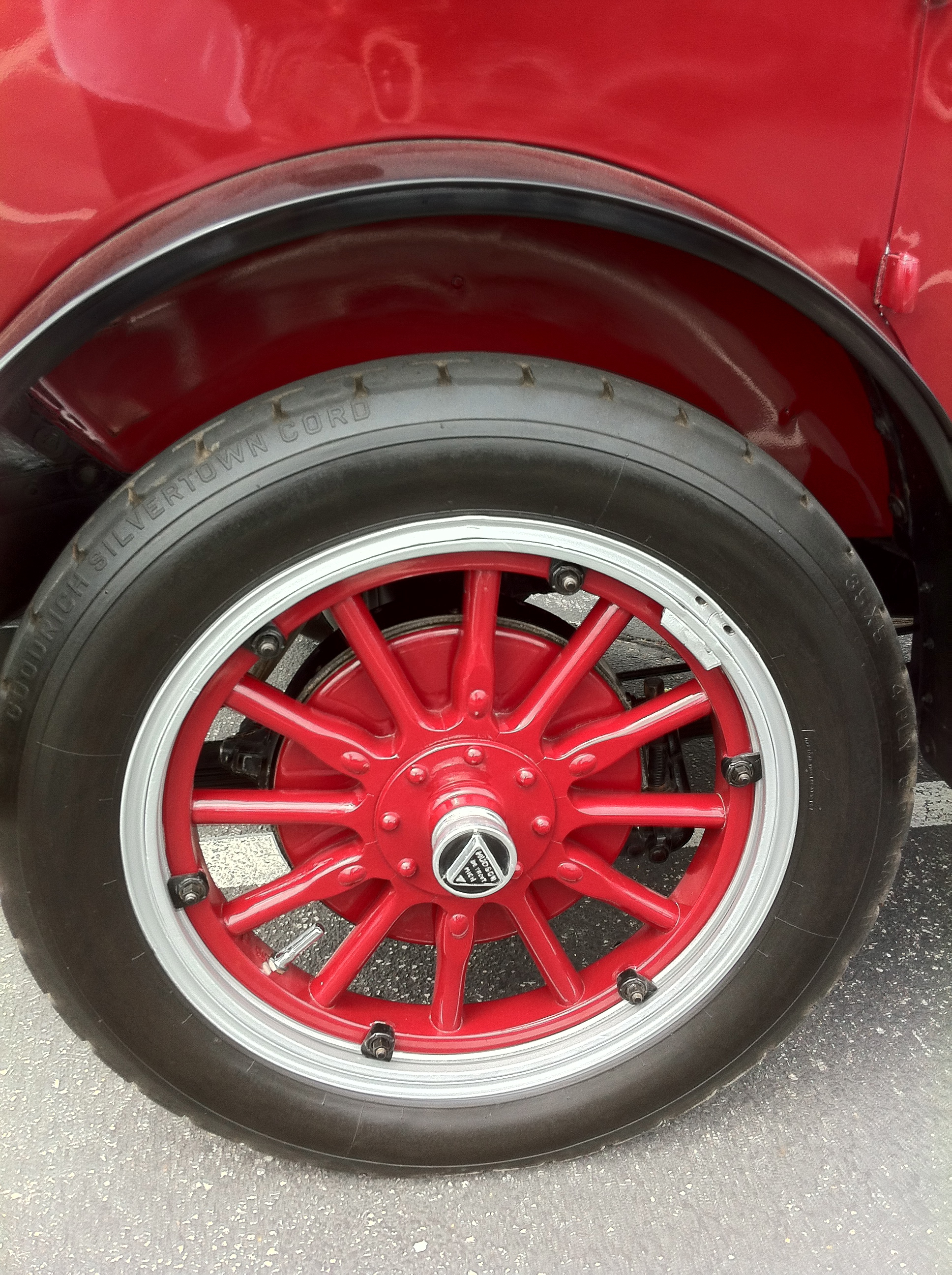
سرپوش مرکزی کوچک با لوگوی خودروساز
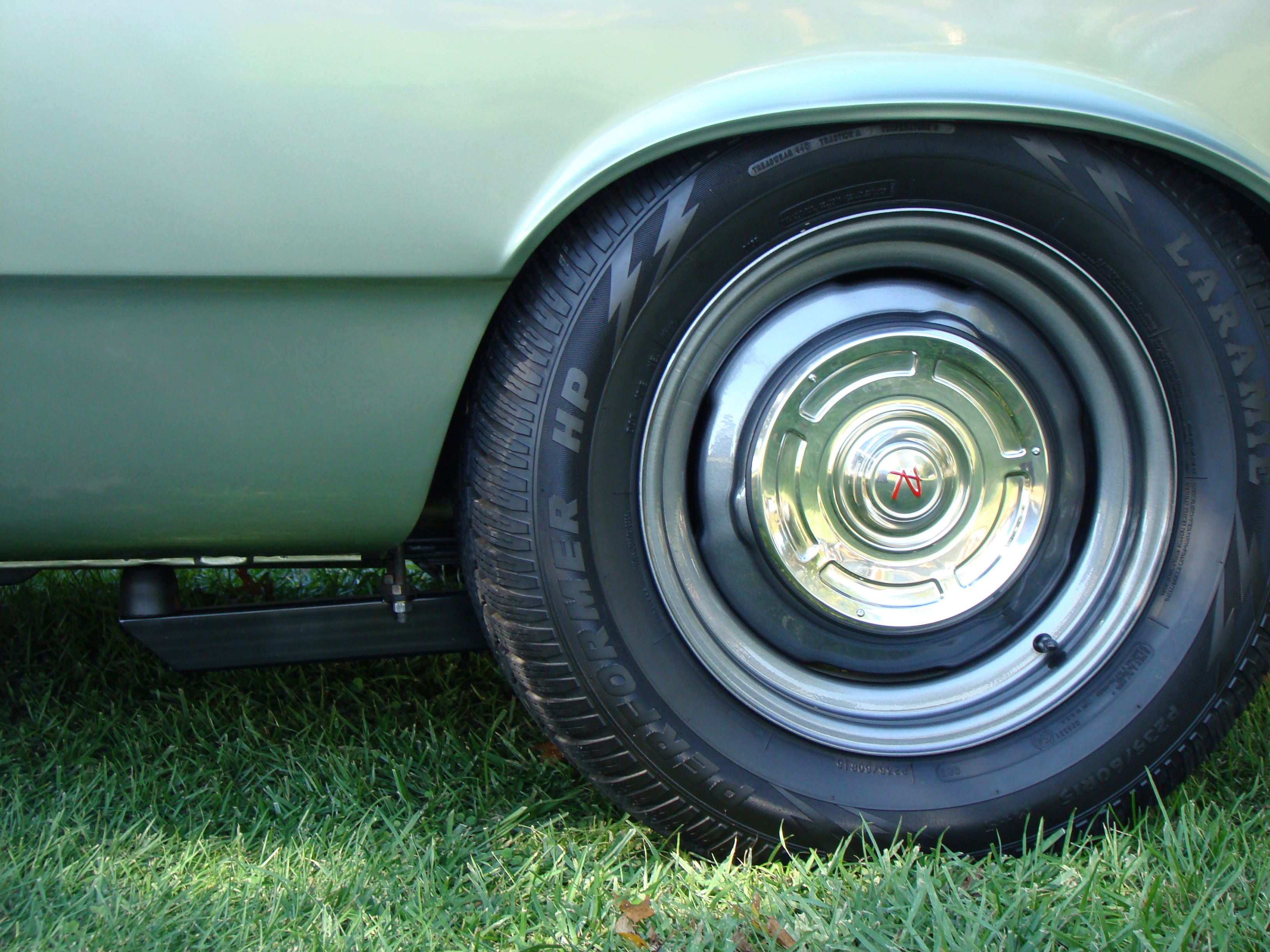
قالپاق «کاسه‌ای» روی چرخ فولادی رنگ‌شده
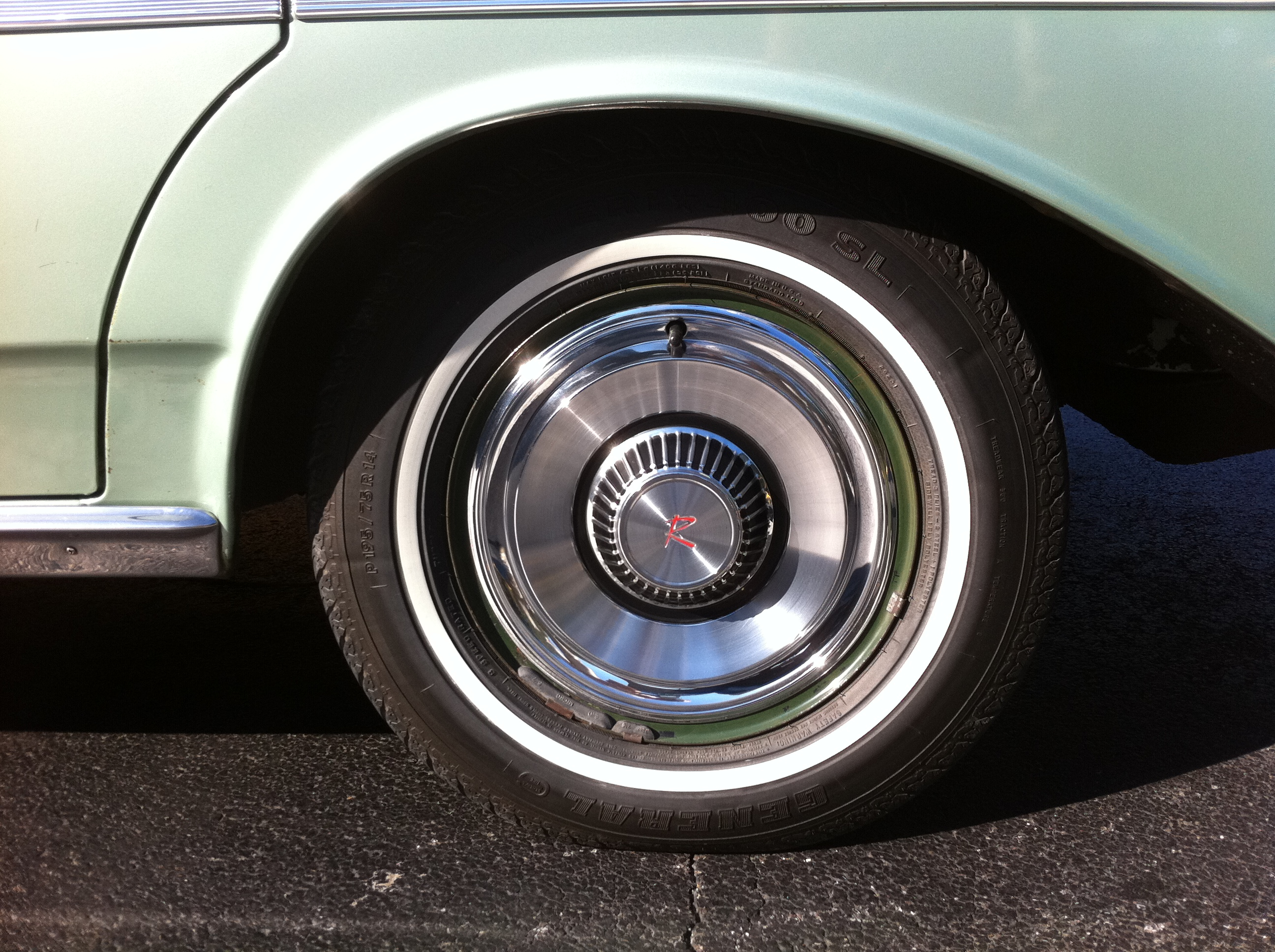
سرپوش چرخ از جنس فولاد ضدزنگ
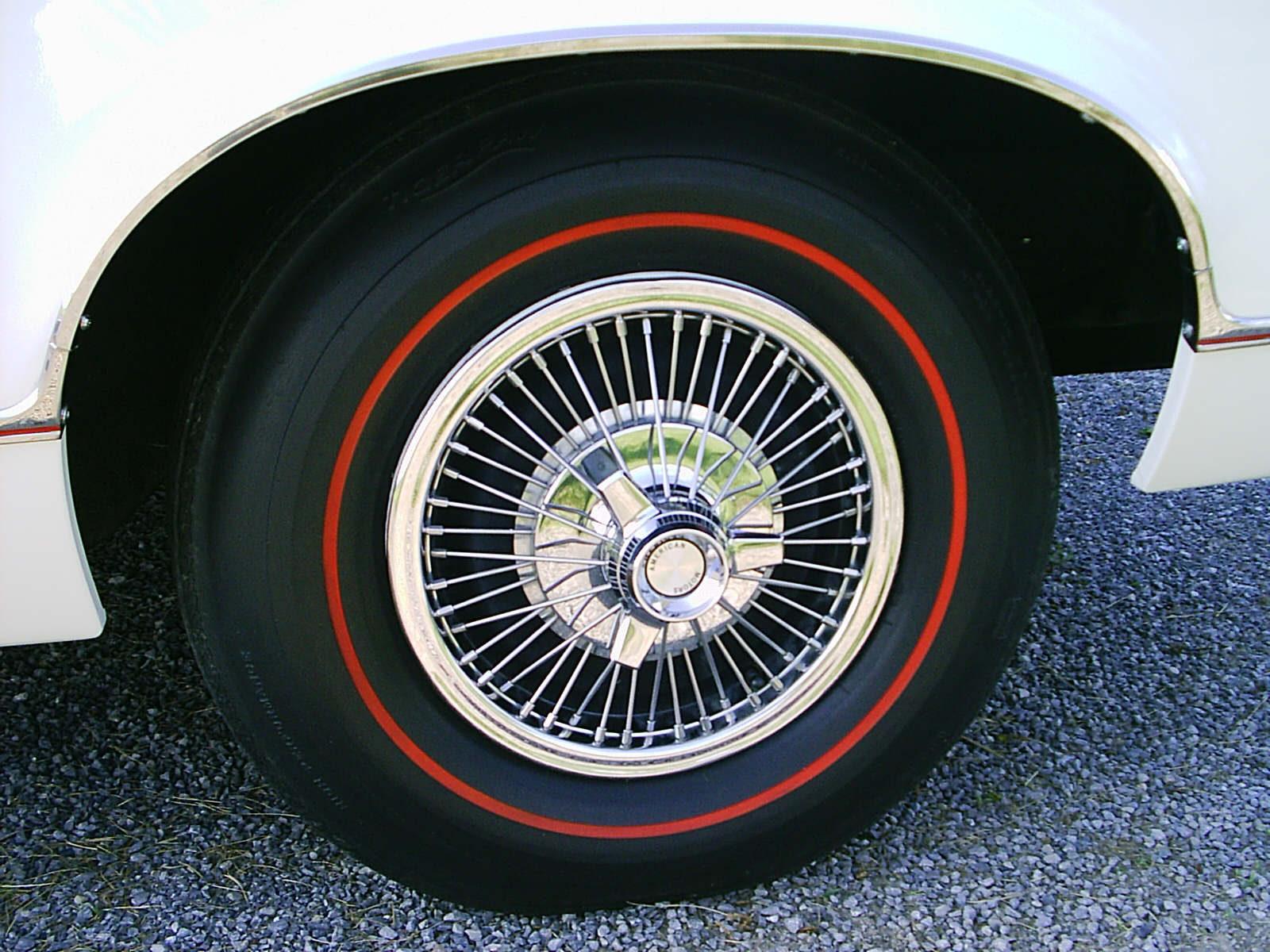
سرپوش با طرح شبیه‌سازی «چرخ سیمی» و تزئین چرخان

## ویژگی‌ها و طراحی
اغلب روی قالپاق، نماد بازرگانی یا نماد سازنده خودرو یا سازنده قالپاق حک می‌شود. قالپاق‌های قدیمی معمولاً آبکاری کروم داشتند و بسیاری از آن‌ها پره‌های تزیینی، اما غیرکاربردی، داشتند. قالپاق‌ها همواره بخش مهمی در سبک آرت دکو به‌شمار می‌رفتند، نمونه‌ای زیبا از این امر، نوار تزئینی از قالپاق‌ها در بخش بالایی و عقب‌نشسته یکی از حلقه‌های تزیینی اطراف ساختمان کرایسلر در محله منهتن است.
بخش دیگری از تاریخچهٔ قالپاق‌ها به تمایل آن‌ها به جدا شدن و افتادن در جاده‌های نامناسب به دلیل برخورد با دست‌انداز بازمی‌گردد. با این حال، درپوش‌های مرکزی نسبت به قالپاق‌های یک‌تکه که گاهی بسیار سنگین بودند، کمتر جدا می‌شوند. در برخی از مناطق آمریکا و مکزیک، گاراژهایی وجود داشت که دیوارهای آن‌ها با قالپاق‌های مختلفی که در اطراف افتاده بودند تزیین می‌شد و عموماً برای فروش نیز گذاشته می‌شدند.
این مشکل حتی با وجود سیستم‌های مختلف نگه‌دارنده که طراحی شده‌اند، همچنان پا برجاست. سیستم نگه‌دارندهٔ قالپاق‌ها معمولاً به یکی از شکل‌های زیر هستند: گیره‌ای (فنر فولادی یا پلاستیکی که شیاری در چرخ را درگیر می‌کند) پیچی (یک بست رزوه‌دار قالپاق را نگه می‌دارد) یا واشری پلاستیکی متصل به خود مهره‌ها. قالپاق‌های گیره‌ای عموماً با برخورد چرخ با چاله یا جدول به‌طور ناگهانی جدا می‌شوند، در حالیکه احتمال لرزیده و باز شدن قالپاق‌های پیچی در طول زمان وجود دارد که باعث ایجاد صدا و لرزش می‌شود.
به منظور پیشگیری از گم شدن قالپاق، مالکان، تزیینات پلاستیکی طوقه را با استفاده از بست کمربندی پلاستیکی مخصوص (که به رنگ نقره‌ای هم برای همین منظور عرضه می‌شوند) به خود چرخ متصل می‌کنند. یک کیت شامل بسته‌ای حاوی بست‌های کمربندی یدک، یک جفت انبر برش، و دستکش پزشکی امکان جدا کردن آسان تزیینات نصب شده در صورت پنچری چرخ را میسر می‌سازد.
در آمریکا، در فرهنگ خودروهای سفارشی (دههٔ ۱۹۵۰ تا اوایل دههٔ ۱۹۶۰ میلادی)، تزیین کردن خودرو با سرپوش چرخ یک مدل دیگر رایج بود. دو مورد از سرپوش‌های بسیار پرطرفدار عبارت بودند از: سرپوش کادیلاک مدل ۱۹۵۰ (با نام "سمبررو") و سرپوش اولدزموبیل مدل‌های ۱۹۵۳ تا ۱۹۵۵ که شبیه یک سه پرهٔ بزرگ و چرخان بود. از جمله عرضه‌کنندگان مطرح در این بازار، می‌توان از برند "Mooneyes" (که پس از نام مؤسس شرکت یعنی Dean Moon، نام‌گذاری شده بود) نام برد که از اولین ارائه‌دهندگان قالپاق‌ها و سرپوش‌های چرخ به صورت مستقل برای خودروهای هات‌راد و سفارشی محسوب می‌شد.

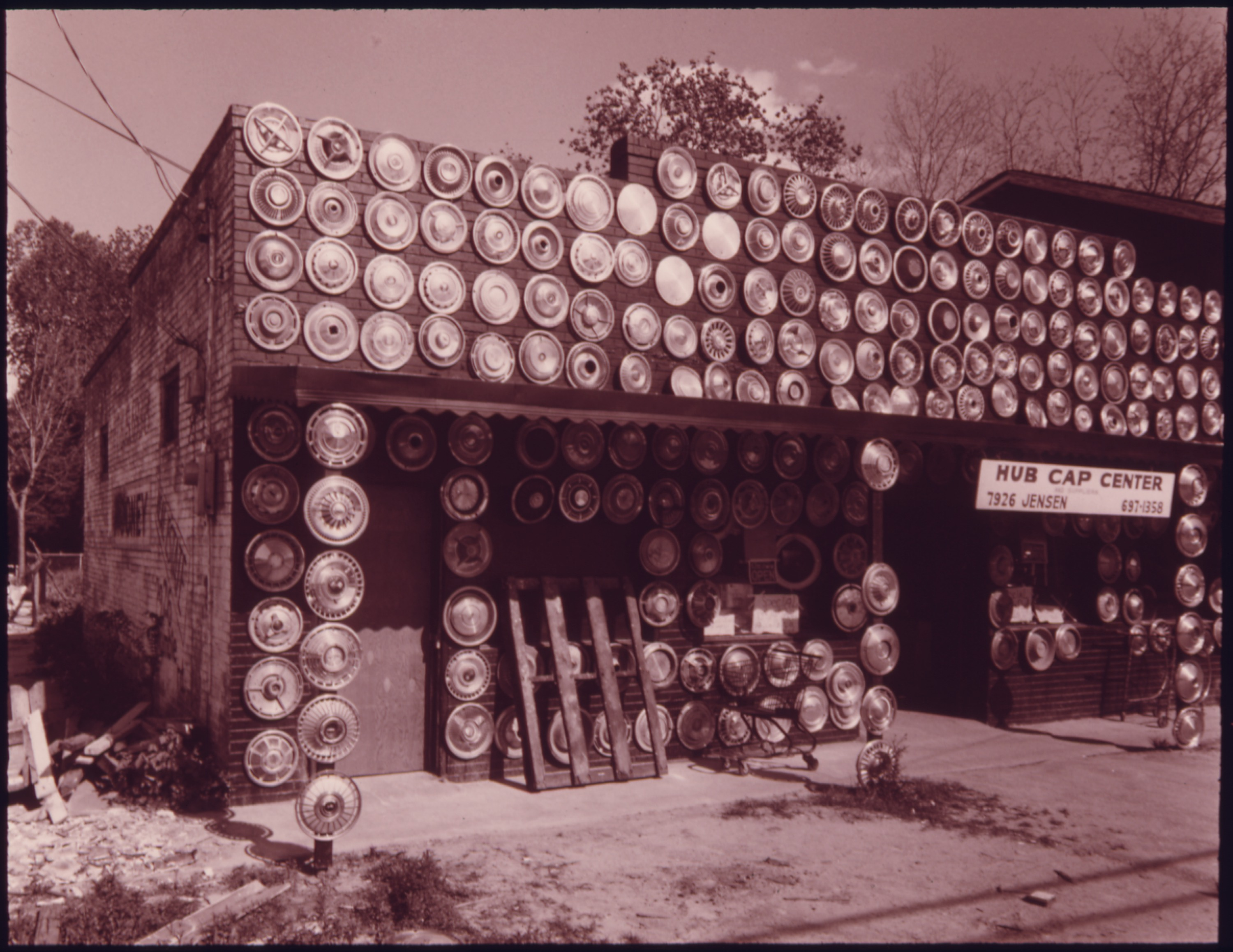
"مرکز قالپاق" در تگزاس.
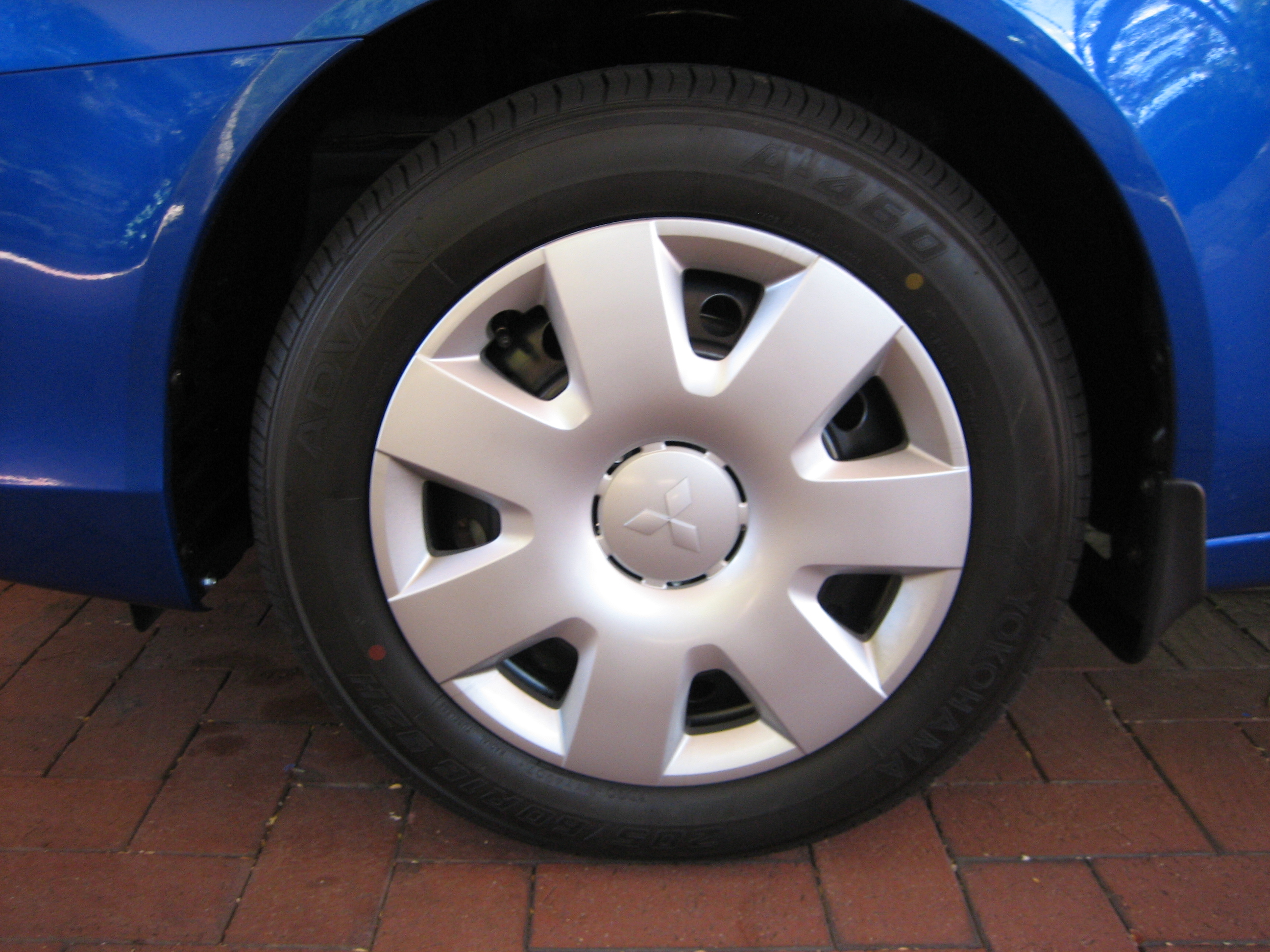
قالپاق پلاستیکی میتسوبیشی لانسر که یک چرخ فولادی را پوشانده و دارای لوگوی خودروساز است.
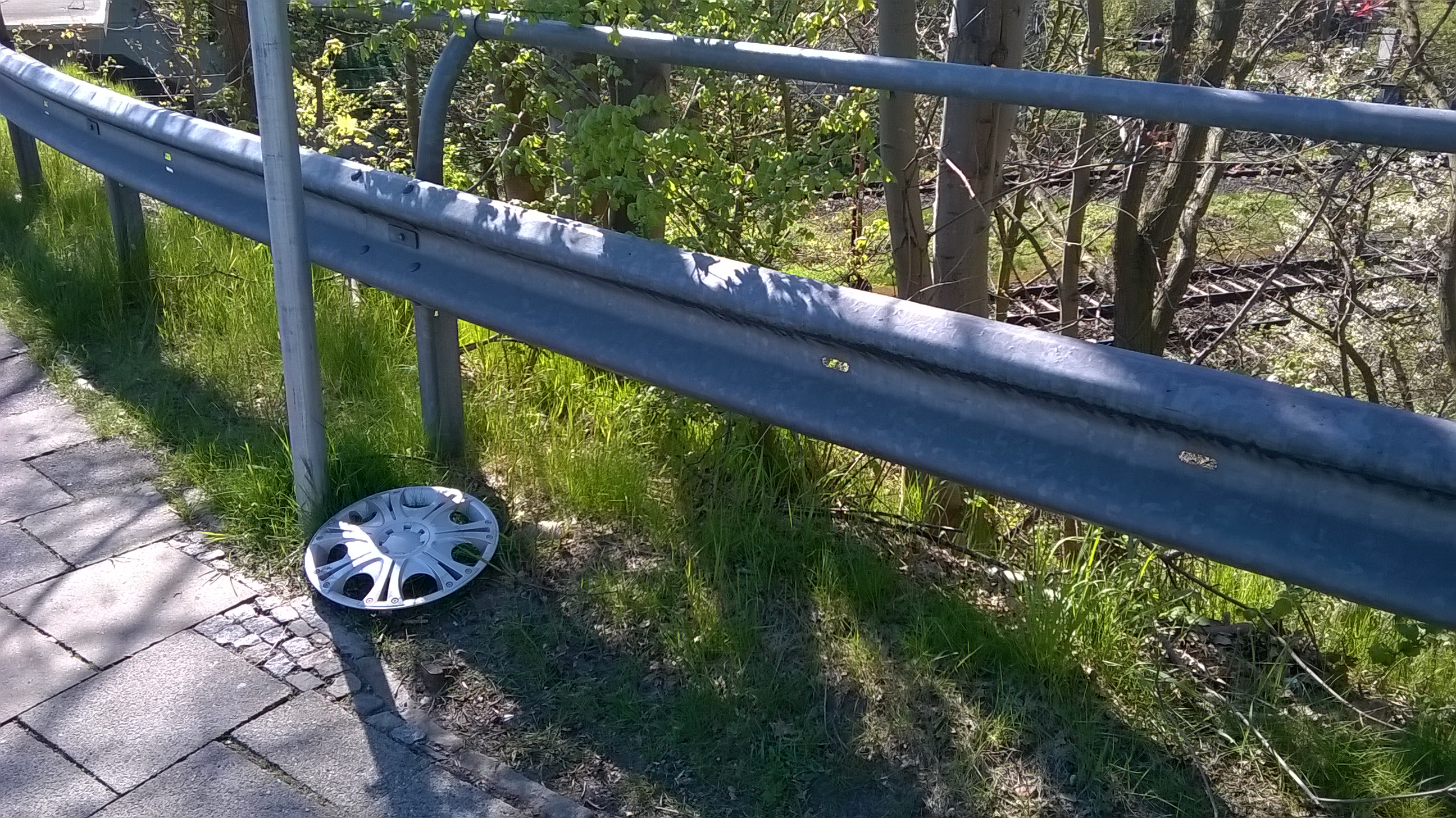
یک قالپاق گم‌شده در کنار جاده.
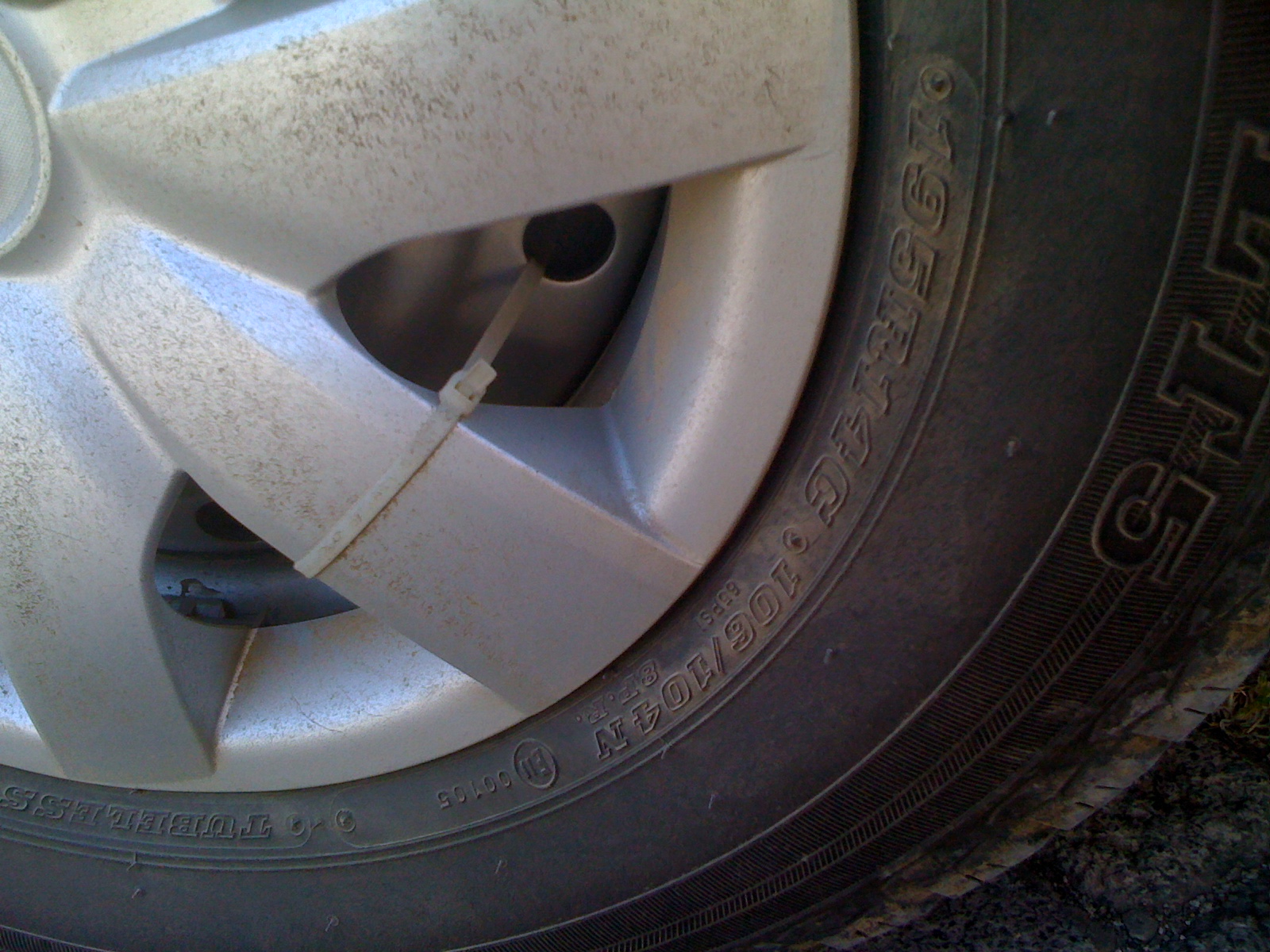
بست کمربندی برای جلوگیری از جدا شدن اتفاقی قالپاق.

## کاربرد در مسابقات اتومبیل‌رانی

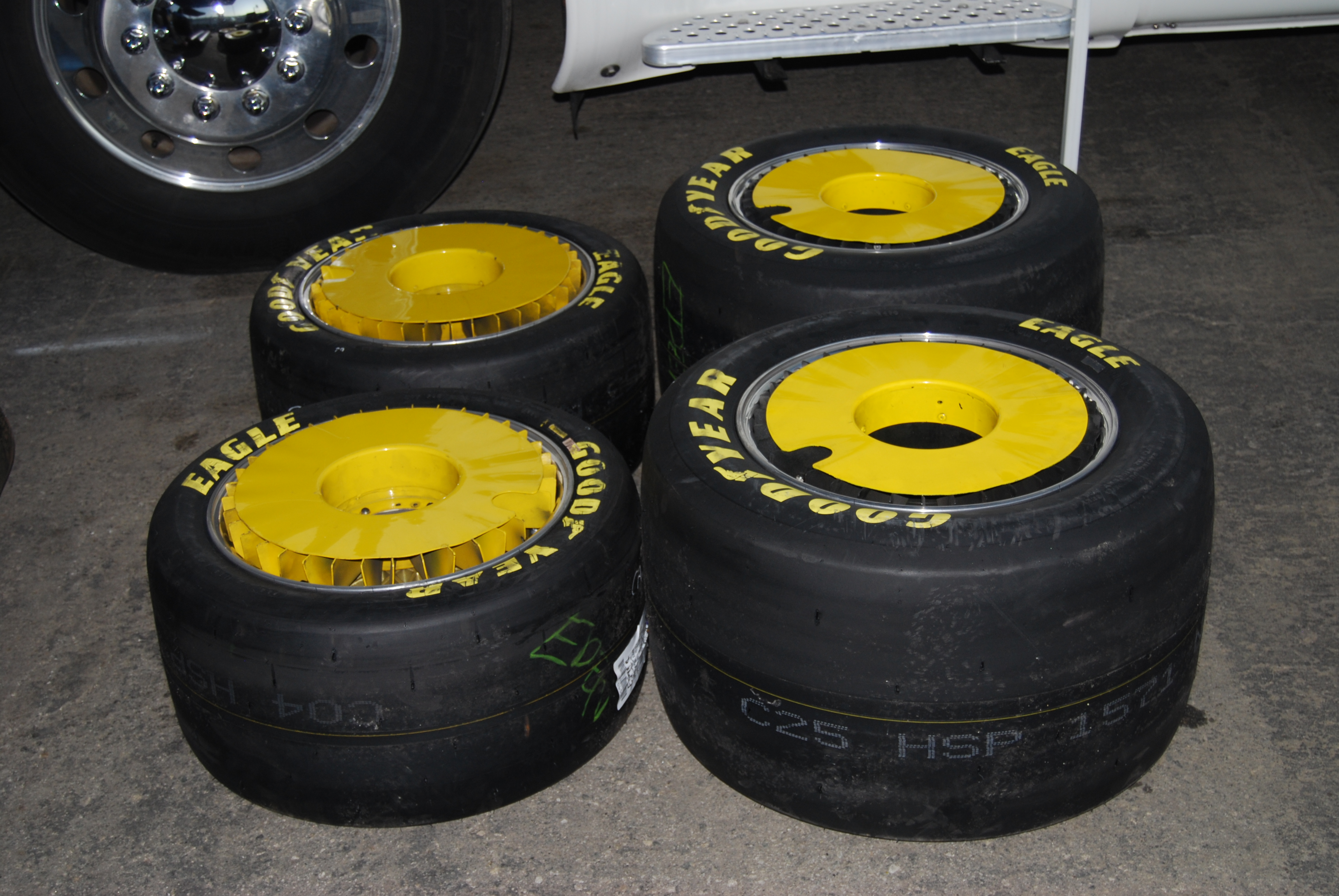
سرپوش چرخ مسابقه‌ای بی‌بی‌اس دهه۱۹۸۰.

نوع دیگری از سرپوش چرخ، با نام‌های «پوشش چرخ»، «پوشش لبه» یا «توربوفن»، از دههٔ ۱۹۷۰ میلادی با برند آلمانی ساخت چرخ اتومبیل بی‌بی‌اس اتوموتیو شناخته می‌شود. این سرپوش‌ها ابتدا به چرخ متصل شده، سپس به شکلی پیچ می‌شوند که گویی راننده یا مکانیک در حال بستن چرخ به خودرو در جهت تعویض چرخ هستند. به‌طور معمول از آلومینیوم ساخته می‌شوند و طوری طراحی می‌شوند که جریان هوا را برای خنک‌کاری ترمزها هدایت کرده و درنتیجه نیروی رو به پایین بر اساس شکل سرپوش، ایجاد کنند. از این رو، این سرپوش‌های چرخ کاربرد عملی دارند و نه صرفاً تزیینی.
به منظور دور زدن قوانین فنی فدراسیون بین‌المللی اتومبیل‌رانی (FIA) در فصل مسابقات فرمول یک فصل ۲۰۰۶ مبنی بر اینکه «تمام چرخ‌ها باید از یک ماده فلزی همگن ساخته شده باشند»، نوعی از جنس پلیمر تقویت شده با الیاف کربن راه خود را به فرمول یک پیدا کرد. این ایده خلاقانه اولین بار توسط اسکودریا فراری (که BBS تامین‌کننده چرخ‌هایش بود) استفاده شد. در جایزه بزرگ ترکیه ۲۰۰۶، سرپوش‌های چرخ عقب توسط تیم‌های تویوتا و تورو روسو نیز به کار رفت، و بدین ترتیب استفاده از آن‌ها بین سایر تیم‌ها گسترش یافت. پیش از ممنوع شدن در جهان خودرو پی‌پی‌جی ایندی سری ۱۹۹۴، سرپوش‌های چرخ در پیست‌های پرسرعت محبوبیت داشتند تا این که تیم پنسکه نشان داد که این پوشش‌ها می‌توانند ۲٫۵٪ مقاومت هوا (نیروی پسار) را کاهش دهند.

## قالپاق غیر چرخان
قالپاق غیر چرخان حتی در زمان حرکت وسیله نقلیه، وضعیت قرارگیری خود را حفظ می‌کند. از نمونه‌های این نوع قالپاق، می‌توان به طراحی به کار رفته در رولز-رویس اشاره کرد که قسمت مرکزی آن‌ها دارای وزنه است و به‌طور مستقل از چرخ می‌چرخد، بنابر این نشان "RR" حتی حین حرکت وسیله نقلیه، قابل خواندن است.
همچنین، این طراحی امکان قراردادن پیام‌ها یا تبلیغات روی قالپاق، به نحوی که در حال حرکت وسیله نقلیه نیز قابل خواندن باشد را فراهم می‌کند. قالپاق‌های غیر چرخان با تبلیغات را می‌توان روی خودروهای مسابقه‌ای، تاکسی‌ها، وسایل نقلیه تجاری، ماشین‌آلات صنعتی، اتوبوس‌ها و خودروی گلف یافت.